# Anna Karlin
Anna R. Karlin, née le 19 mars 1960, est une informaticienne américaine, professeure Microsoft Professor of Computer Science & Engineering à l'université de Washington.

## Biographie
Karlin commence ses études supérieures à l'université Stanford où elle obtient son diplôme (B. Sc.) en 1981. Elle reste à Stanford et prépare puis soutient un doctorat (Ph. D.) en 1987 sous la direction de Jeffrey Ullman. Elle ensuite travaille au DEC Systems Research Center pendant cinq ans, puis rejoint l'université de Washington en 1994. Elle est présidente du comité de programme du Symposium on Foundations of Computer Science en 1997.
Karlin est également l'un des membres fondateurs du groupe de musique rock Severe Tire Damage et elle a participé en 1993 avec ce groupe à la première diffusion de musique en direct sur Internet.
Le père d'Anna Karlin, Samuel Karlin, était mathématicien à l'université Stanford et son frère Kenneth est professeur de chimie à l'université Johns-Hopkins.

## Recherche
Les travaux de recherche de Karlin portent sur la conception et l'analyse d'algorithmes en ligne et d'algorithmes probabilistes, qu'elle a appliquée à des problèmes de théorie algorithmique des jeux, de logiciels système, d'informatique distribuée et d'exploration de données. Elle a publié sur l'utilisation de marquages de paquets aléatoires pour effectuer un traçage internet, l'analyse concurrentielle des algorithmes de cohérence de cache multiprocesseur, des algorithmes unifiés pour gérer simultanément tous les niveaux de la hiérarchie de mémoire, des serveurs proxy Web et des tables de hachage avec un temps de recherche constant dans le pire des cas.

## Récompenses et honneurs
En 2012, Karlin est nommée membre de l'Association for Computing Machinery. En 2016, elle devient membre de l'Académie américaine des arts et des sciences. Elle reçoit le prix Paris-Kanellakis en  2020 « pour la découverte et l'analyse des allocations équilibrées, connues sous le nom de puissance de deux choix, et leurs applications étendues à la pratique ». Elle est élue à l'Académie nationale des sciences en 2021.

## Publications choisies
- Anna R. Karlin, Mark S. Manasse, Larry Rudolph et Daniel D. Sleator, « Competitive snoopy caching », Algorithmica, vol. 3, no 1,‎ 1988, p. 79–119 (DOI 10.1007/BF01762111, MR 925479).
- Martin Dietzfelbinger, Anna Karlin, Kurt Mehlhorn, Friedhelm Meyer auf der Heide, Hans Rohnert et Robert Tarjan, « Dynamic perfect hashing: upper and lower bounds », SIAM Journal on Computing, vol. 23, no 4,‎ 1994, p. 738–761 (DOI 10.1137/S0097539791194094, MR 1283572).
- M. J. Feeley, W. E. Morgan, E. P. Pighin, A. R. Karlin, H. M. Levy et C. A. Thekkath, « Implementing global memory management in a workstation cluster », Proceedings of the 15th ACM Symposium on Operating Systems Principles (SOSP '95),‎ 1995, p. 201–212 (ISBN 978-0897917155, DOI 10.1145/224056.224072).
- Alec Wolman, M. Voelker, Nitin Sharma, Neal Cardwell, Anna Karlin et Henry M. Levy, « On the scale and performance of cooperative Web proxy caching », Proceedings of the 17th ACM Symposium on Operating Systems Principles (SOSP '99),‎ 1999, p. 16–31 (ISBN 978-1581131406, DOI 10.1145/319151.319153, CiteSeerx 10.1.1.74.7126).
- Stefan Savage, David Wetherall, Anna Karlin et Tom Anderson, « Practical network support for IP traceback », Proceedings of the conference on Applications, Technologies, Architectures, and Protocols for Computer Communication (SIGCOMM '00),‎ 2000, p. 295–306 (ISBN 978-1581132236, DOI 10.1145/347059.347560).
- Stefan Savage, David Wetherall, Anna Karlin et Tom Anderson, « Network support for IP traceback », IEEE/ACM Transactions on Networking, vol. 9, no 3,‎ 2001, p. 226–237 (DOI 10.1109/90.929847).
- Anna R. Karlin et Yuval Peres, Game theory, alive, Providence, RI, American Mathematical Society, 2017, xxvi+ 372 (ISBN 978-1-4704-1982-0, zbMATH 1416.91001)[10]